# Château de Beauregard (Saint-Genis-Laval)
Pour les articles homonymes, voir Château de Beauregard.
Le château de Beauregard, olim maison Fizicat est une ancienne maison forte, fondée au XIVe siècle, profondément remaniée aux XVIe et XVIIe siècles, dont les ruines se dressent sur la commune de Saint-Genis-Laval dans la métropole de Lyon en région Auvergne-Rhône-Alpes.
Le château fait l’objet d’une inscription partielle au titre des monuments historiques par arrêté du 20 juillet 1943. Seuls le corps de bâtiment principal, l'orangerie, le nymphée, le parc et les murs soutenant les terrasses sont inscrits.

## Situation
Les ruines du château de Beauregard, anciennement appelé « maison Fizicat », sont situées dans la métropole de Lyon sur la commune de Saint-Genis-Laval, dans le parc de Beauregard.

## Histoire
Le château est une ancienne possession des archevêques de Lyon. Clément V y résida, en 1305, après son couronnement.
Au XIVe siècle, Gaspard de Chanvey, châtelain de Saint-Genis-Laval, fait construire une propriété. De la fin de ce siècle jusqu'en 1526, Jacques d’Amoncour, chanoine-comte de Lyon en 1475[réf. nécessaire], possède les terres.
Le château est vendu pour 2 200 écus d’or à Pierre Gadagne (1526-fin XVIe siècle) qui devient seigneur de Beauregard, mais qui cède peu après le fief à son frère Thomas II, banquier dont l’opulence lui vaudra l’expression lyonnaise « riche comme Gadagne ». Celui-ci, en souvenir des origines de sa famille, fait aménager les lieux dans le style florentin de l’époque. En 1564, son fils Thomas III, y reçoit la reine Catherine de Médicis lors du passage de Charles IX à Lyon. Dans son testament rédigé en 1594, Thomas transmet le fief à son second fils Claude (1585–1641), écuyer, enseigne sous le commandement du duc de Lesdiguières. Claude épouse Éléonore de Coligny qui, criblée de dettes, met en vente le bien.
Michel Fizicat (1618–1684), lieutenant-colonel du régiment Dauphin et premier brigadier d’infanterie, gentilhomme ordinaire de la Chambre du roi, chevalier de l’ordre de Saint-Michel, acquiert la propriété après avoir reçu ses lettres de noblesse en 1655. Antoine (1684-début du XVIIIe siècle), son fils, lui succède. Il est conseiller du roi, secrétaire et greffier en chef du bureau des finances à Lyon, seigneur de Beauregard et de Bellièvre. Il épouse en 1688 Marguerite Mareschal. Leur fils Jean-François (1690- ), seigneur de Beauregard et de Bellièvre, épouse en 1726 Catherine Berthet. Jean-Baptiste (1730–1793), second fils du précédent, épouse en 1762 Catherine Gonin de Lurieu et meurt victime de la Terreur. Jean-François, marquis de Fizicat, qui avait épousé en 1789 Élisabeth Catherine de Chazaux, et Thomas, chanoine d’Ainay, fils des précédents, héritent du domaine mais le vendent en 1812 à des particuliers.
En 1978 Jean Ricard, le dernier propriétaire, cède le domaine à la ville de Saint-Genis-Laval qui l'aménage en jardin public.

## Armoiries
| Armes des Gadagne | Les armes de la famille Gadagne se blasonnent ainsi : de gueules, à la croix denchée d’or |

| Armes des Fizicat | Les armes de la famille Fizicat se blasonnent ainsi : d’or à un griffon de gueules rampant, soutenant de ses deux pattes de devant un écusson d’azur, chargé d’une fleur de lys d’or ; l’écu principal orné d’une bordure d’azur, semée de fleurs de lys d’or |

## Description
Au début du XVIe siècle, il est dit du seigneur du lieu qu’il « tient une belle et somptueuse maison appelée Beauregard, contenant plusieurs aisances, verger et grand jardin et a cent cinquante hommes de vigne et un grand tènement de bois et terres estimé 300 livres ».
L’entrée principale se situe au nord. Un pont enjambe un ancien fossé laissant à droite la maison du régisseur ou maison Ricard, du nom de son dernier propriétaire, aujourd’hui murée. Une allée conduit à une porte monumentale, dite porte de Beauregard, qui s’ouvre sur la terrasse de Gadagne, jardin paysager dans lequel se trouvent les restes de la maison de maître, qui s’est écroulée en 1945.
On accède au niveau intermédiaire, dénommé le Grand Jardin, par un escalier à double volée de marches. Le mur de soutènement percé d’arcades abrite, sous l’escalier, un nymphée et une galerie voûtée ayant servi d’orangerie. En face de l’escalier, subsiste un bassin circulaire rempli de nénuphars.
Au niveau inférieur, on trouve, au sud, le Bas Jardin, où a été reconstitué, de part et d’autre d’une pièce d’eau rectangulaire, un potager Renaissance et, côté est, la terrasse de la Folie et la terrasse du Clapier plantées de vignes en 2014 dont les récoltes de raisin on commencé en septembre 2014.

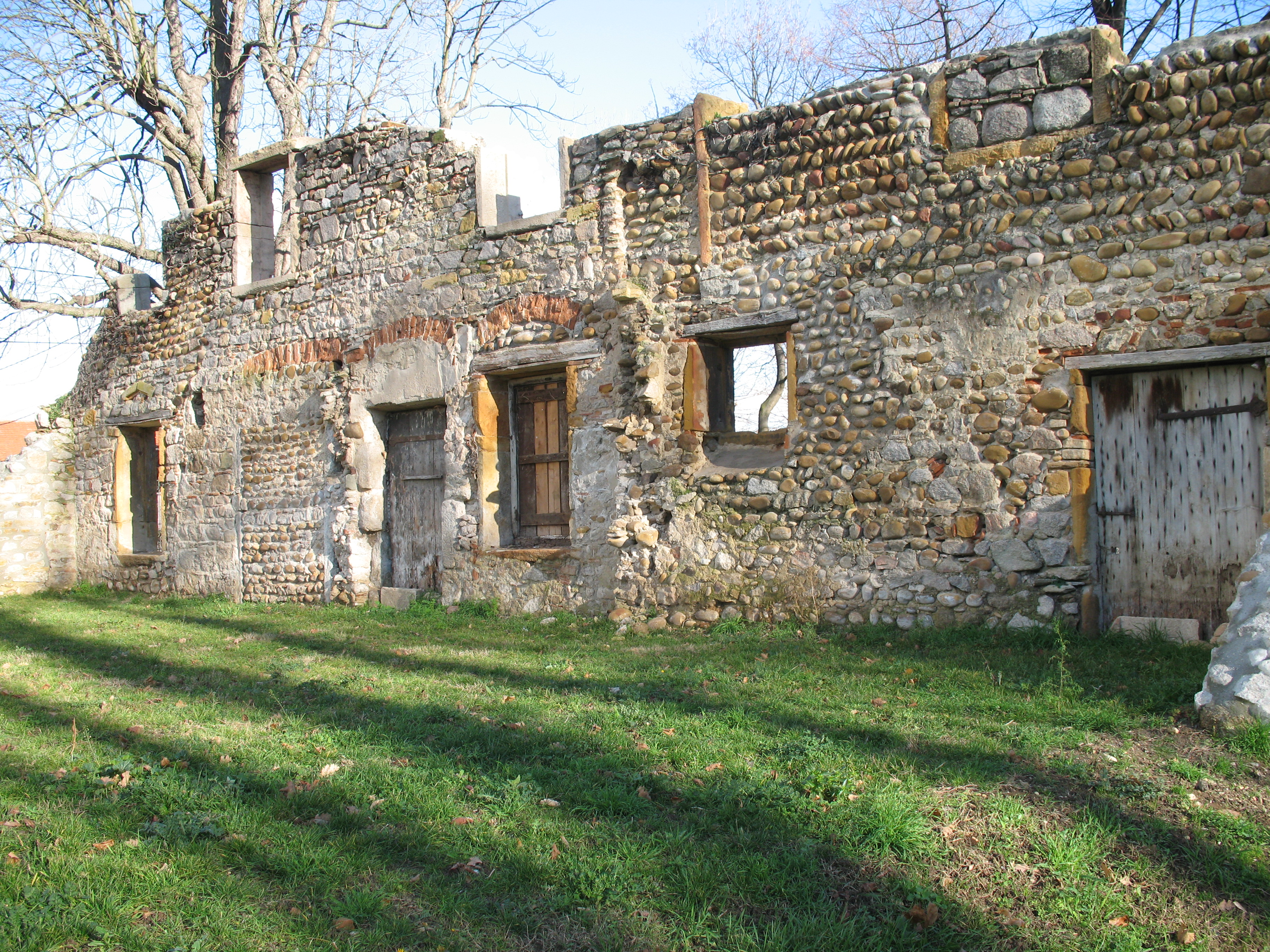
Ruines à l'entrée du domaine
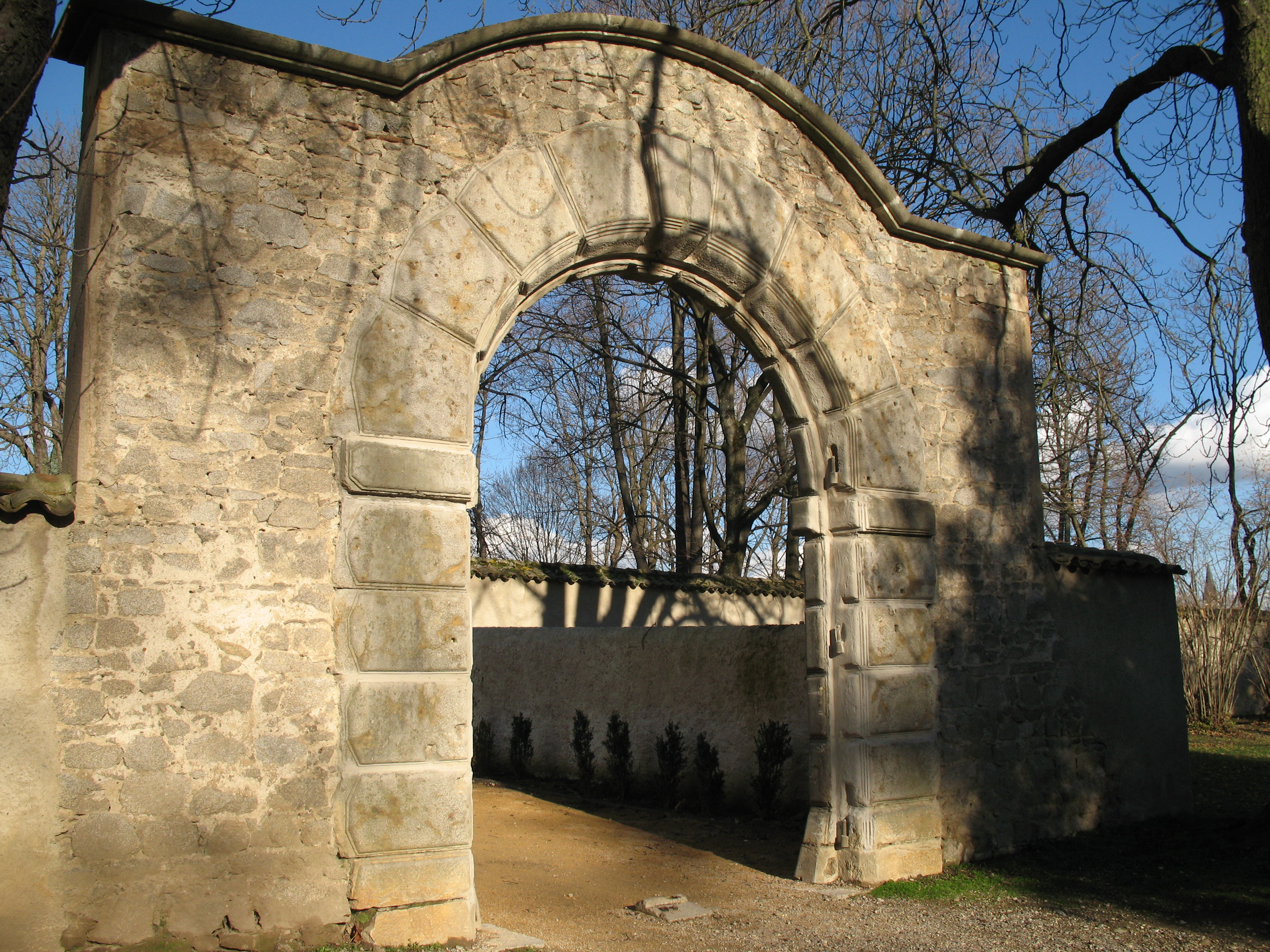
Porte de Beauregard
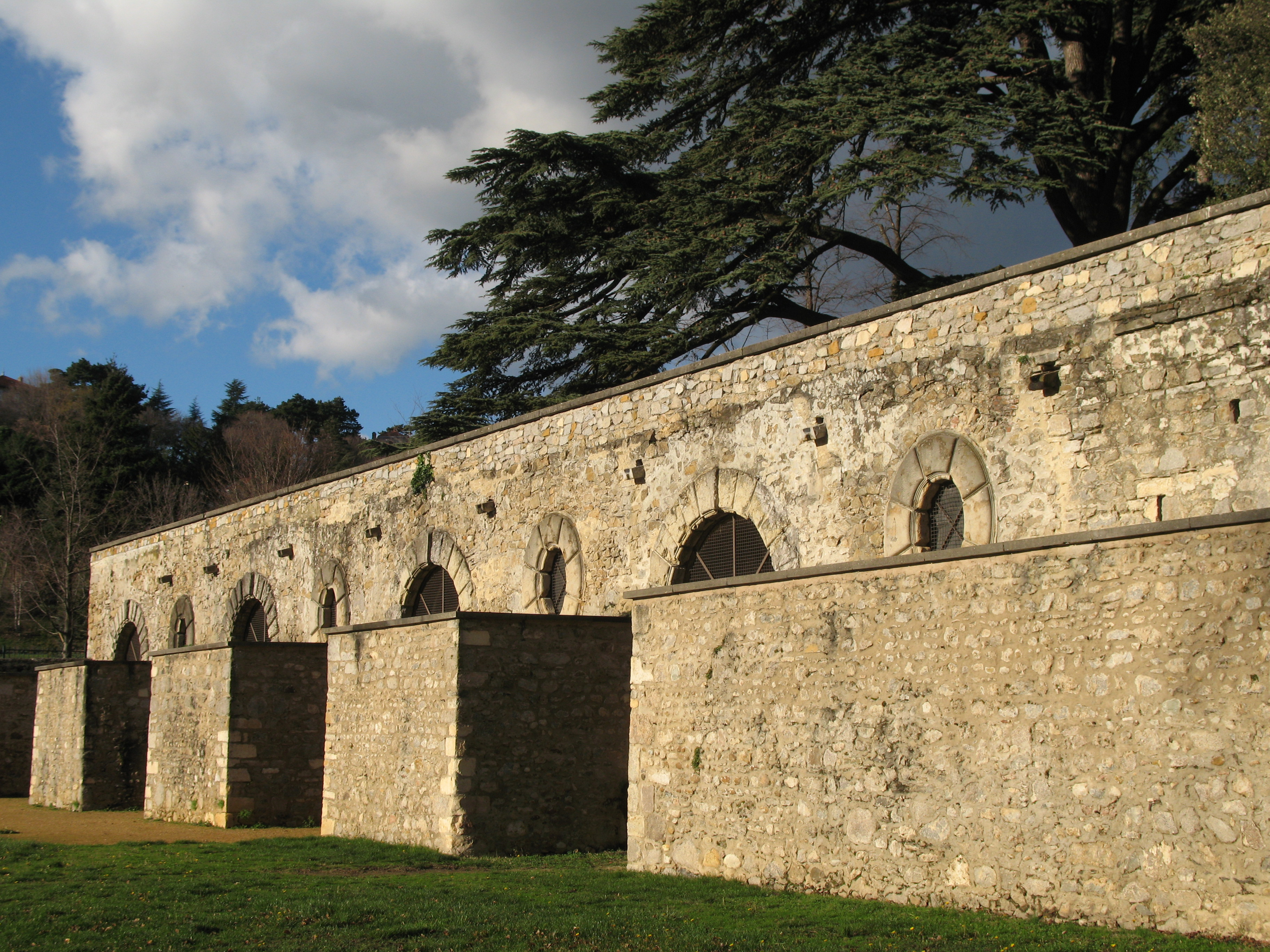
Mur de soutènement
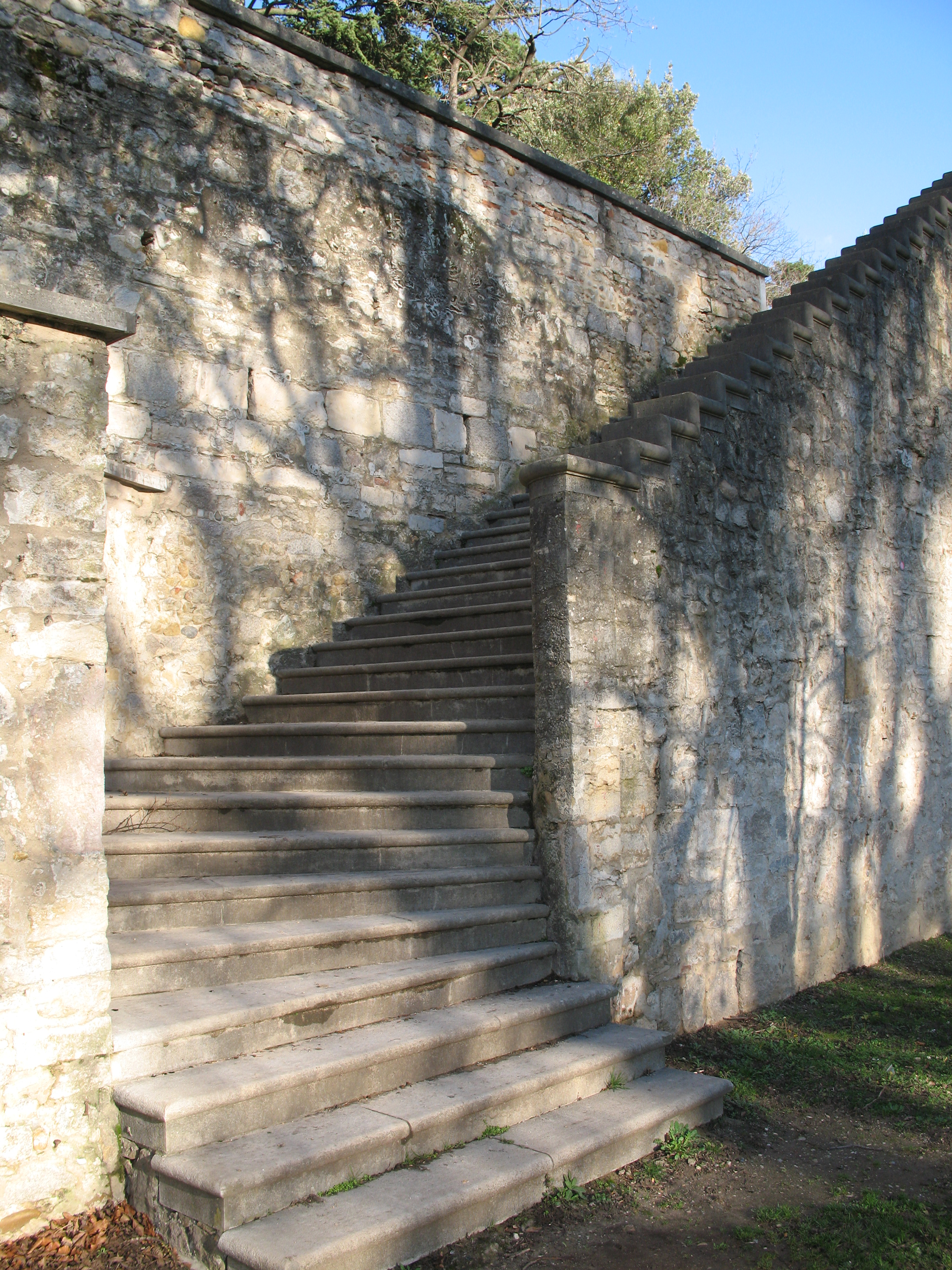
Escalier du Grand Jardin
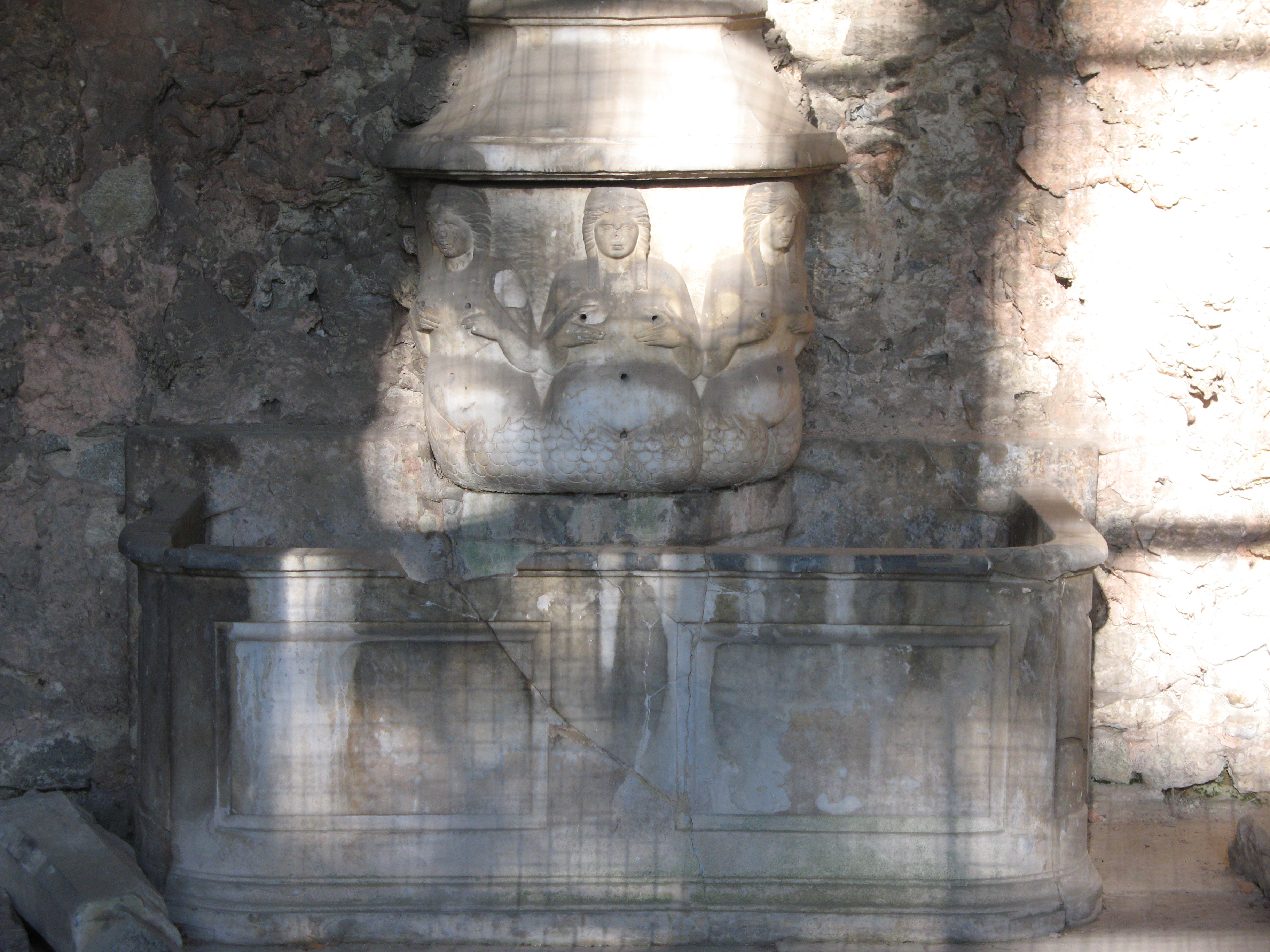
Nymphée
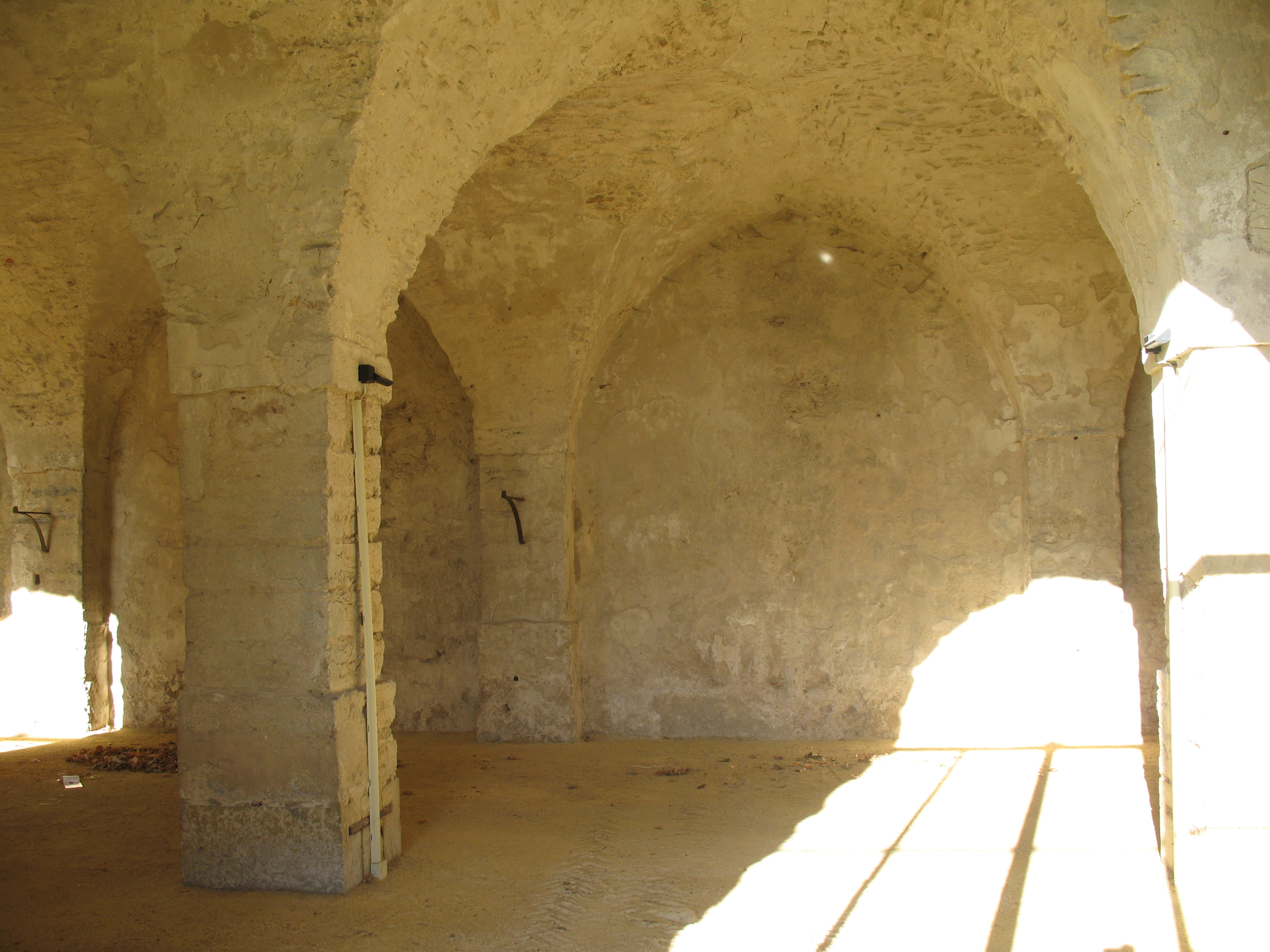
Orangerie
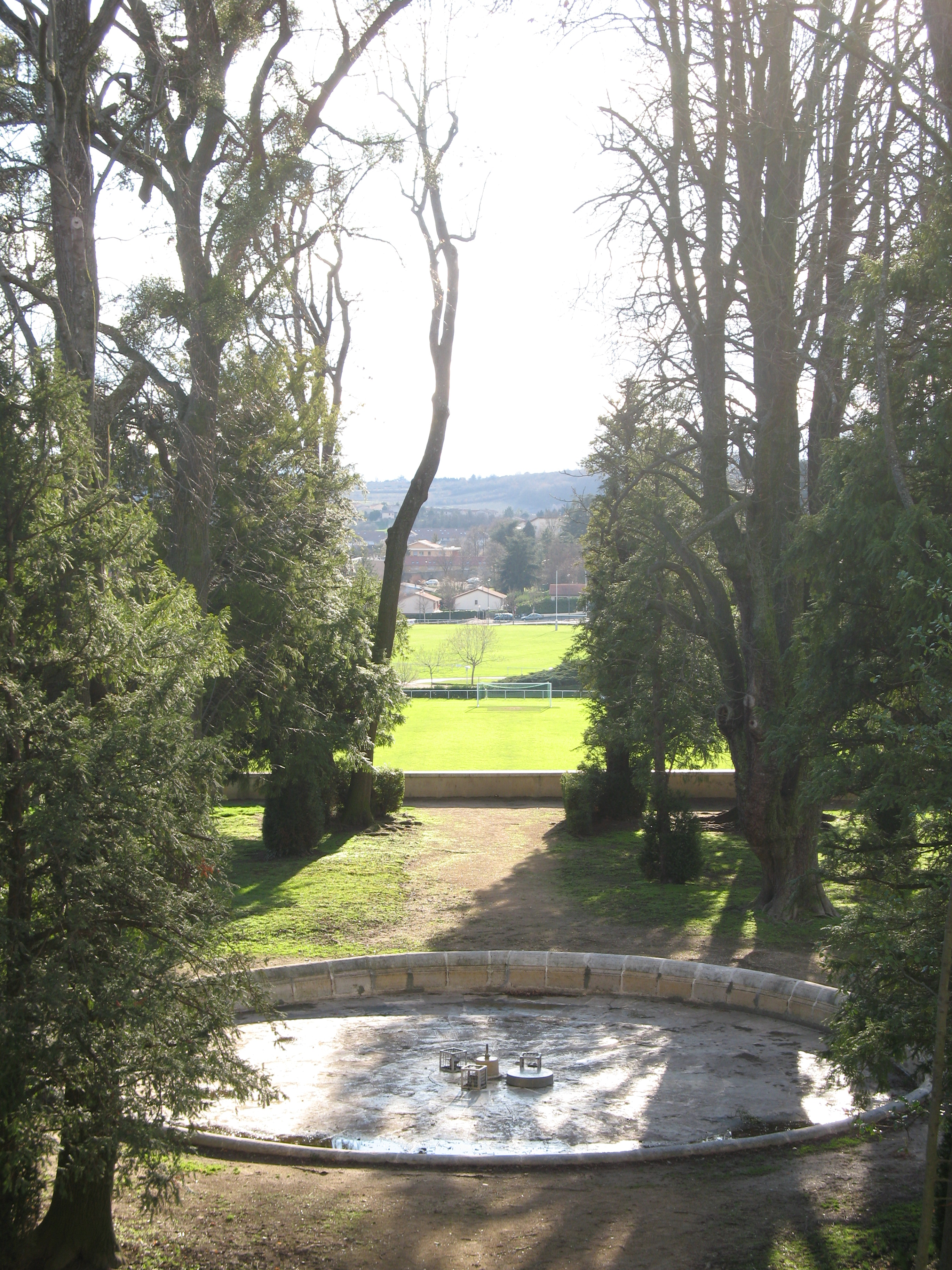
Bassin circulaire
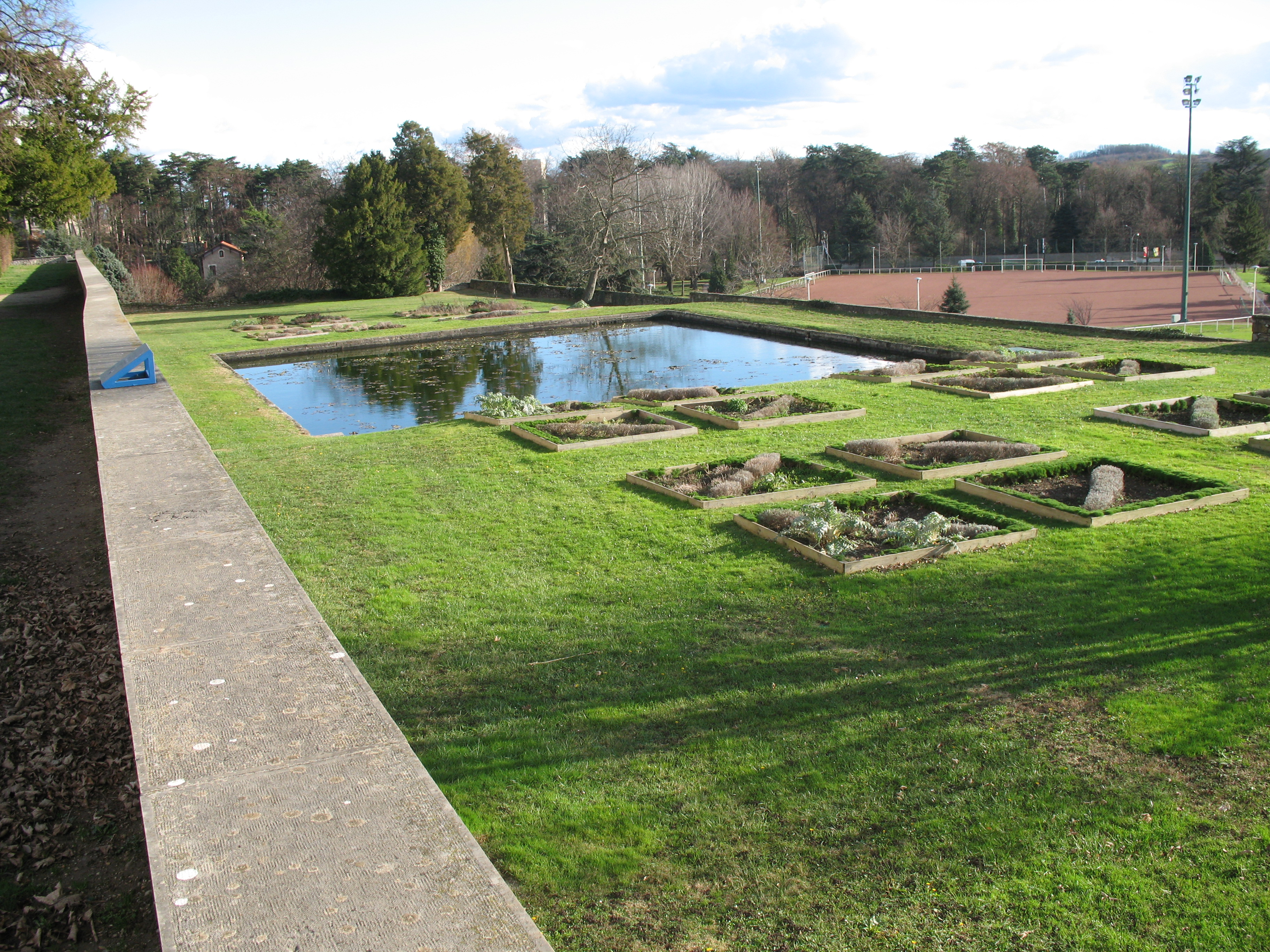
Bas Jardin
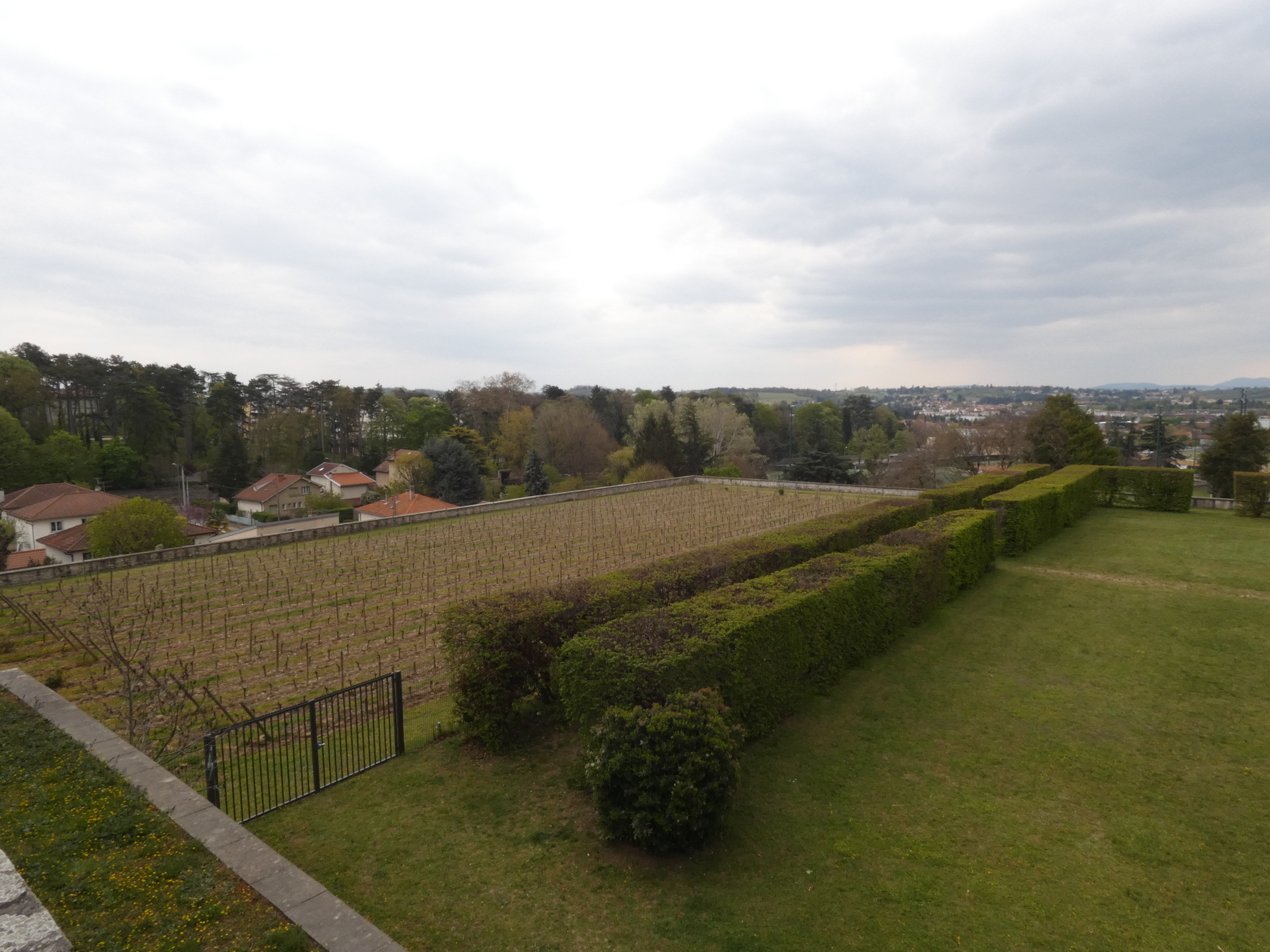
Vignes de raisin rouge